# Messalina
Valéria Messalina, também conhecida somente como Messalina (Roma, 25 de janeiro de 17 - Roma, 48) foi uma imperatriz-consorte romana, terceira esposa do imperador Cláudio. Ela era também prima pelo lado do pai de Nero, prima de segundo grau de Calígula e sobrinha-bisneta de Augusto. Messalina era poderosa e influente, com uma reputação de ser promíscua, alega-se que ela teria conspirado contra o marido e foi executada quando o plano foi descoberto. E esta reputação, que pode ser derivada de um viés político contra ela, acabou perpetuada na arte e na literatura até os tempos modernos.

## Primeiros anos
Messalina era a mais nova e única menina dos dois filhos de Domícia Lépida, a Jovem e seu primo e marido Marco Valério Messala Barbato. Sua mãe era a filha mais nova do cônsul Lúcio Domício Enobarbo com Antônia Maior. Domício já havia sido casado com a futura imperatriz Agripina, a Jovem, e era o pai biológico do futuro imperador Nero, que era, portanto, primo de Messalina apesar de ser dezessete anos mais velho. As avós de Messalina, Cláudia Marcela e Antônia Maior eram meio-irmãs. Cláudia, a paterna, era filha da irmã de Augusto, Otávia, a Jovem, e de Caio Cláudio Marcelo Menor. Antônia, a materna, era a filha mais velha da mesma Otávia com Marco Antônio e era tia de Cláudio. Como se pode ver, a família tinha muitos casamentos de parentes próximos.
Pouco se sabe sobre a vida de Messalina antes do casamento em 38 com Cláudio, que já tinha por volta de 48 anos de idade. Dois filhos nasceram desta união:
- Cláudia Otávia (nascida em 39 ou 40), uma futura imperatriz, meia-irmã e primeira esposa de Nero;
- Britânico (nascido em 41), assassinado por Nero aos 13 anos.

Quando o imperador Calígula foi assassinado em 41, a guarda pretoriana proclamou Cláudio o novo imperador e Messalina, sua imperatriz.

## Reputação
Com sua ascensão ao poder, Messalina entrou para a história com uma reputação de implacável, predadora e insaciável sexualmente. Seu marido é retratado como sendo facilmente guiado por ela e ignorante de seus muitos adultérios até ser informado de que ela teria exagerado ao se casar com seu último amante, o senador Caio Sílio em 48. Cláudio então teria ordenado a sua morte e ela recebeu a opção de se suicidar. Incapaz de se auto-apunhalar, Messalina foi morta pelo oficial que a prendeu. O senado romano então ordenou que o nome de Messalina fosse retirado de todos os lugares públicos e privados e que tivesse todas as suas estátuas destruídas (damnatio memoriae).

Retrato de 1881 por Peder Severin Krøyer, no Museu de Arte de Gotemburgo.

Os historiadores que contam estas histórias, principalmente Tácito e Suetônio, escreveram por volta de 70 anos depois dos eventos, quando o ambiente era hostil à linhagem imperial de Messalina. A história de Suetônio é majoritariamente alarmismo escandaloso. Tácito alega estar transmitindo "o que foi ouvido e escrito pelos mais velhos que eu", sem nomear suas fontes, com exceção das memórias de Agripina, a Jovem, que havia conseguido retirar os filhos de Messalina da sucessão imperial e que, portanto, tinha todo interesse em manchar a imagem de sua predecessora. Já se argumentou que o que se passa por história seria puramente o resultado de sanções políticas que se seguiram à morte de Messalina.
As acusações de excessos sexuais, principalmente, eram uma tática já testada e aprovada para manchar a reputação e geralmente era resultado de "hostilidade politicamente motivado". Dois relatos foram os principais culpados pela má reputação da imperatriz. Um é a história de uma suposta competição de sexo com uma prostituta no livro X da "História Natural", de Plínio, o Velho, que teria durado 24 horas e que Messalina venceu com um placar de 25 parceiros diferentes. O poeta Juvenal apresenta uma descrição igualmente famosa em sua sexta sátira de como a imperatriz costumava trabalhar clandestinamente a noite toda num bordel sob o nome de "Loba". Ele também menciona a história de como ela teria compelido Sílio a se divorciar de sua esposa para casar-se com ela em sua décima sátira.